# Chatwarin Jiewkhangplu
Chatwarin Jiewkhangplu (thailändisch ชัชวรินทร์ เจียวค้างพลู, * 30. Mai 1999) ist ein thailändischer Fußballspieler.

## Karriere
Chatwarin Jiewkhangplu steht seit 2021 bei Nakhon Pathom United FC unter Vertrag. Der Verein aus Nakhon Pathom spielte in der zweiten thailändischen Liga, der Thai League 2. Sein Profidebüt gab er am 17. März 2021 im Heimspiel gegen den Samut Sakhon FC. Hier wurde er in der 86. Minute für Krissana Nontharak eingewechselt.